# Philippe Renaud
Philippe Renaud (Créteil, 23 de noviembre de 1962) es un deportista francés que compitió en piragüismo en la modalidad de aguas tranquilas.
Participó en dos Juegos Olímpicos de Verano en los años 1984 y 1988, obteniendo una medalla de bronce en Seúl 1988 en la prueba de C2 500 m. Ganó tres medallas en el Campeonato Mundial de Piragüismo, en los años 1989 y 1991.

## Palmarés internacional
| Juegos Olímpicos   | Juegos Olímpicos     | Juegos Olímpicos  | Juegos Olímpicos |
| Año                | Lugar                | Medalla           | Competición      |
| ------------------ | -------------------- | ----------------- | ---------------- |
| 1988               | Seúl (Corea del Sur) | Medalla de bronce | C2 500 m         |
| Campeonato Mundial |                      |                   |                  |
| Año                | Lugar                | Medalla           | Competición      |
| 1989               | Plovdiv (Bulgaria)   | Medalla de bronce | C2 500 m         |
| 1989               | Plovdiv (Bulgaria)   | Medalla de bronce | C4 500 m         |
| 1991               | París (Francia)      | Medalla de plata  | C4 500 m         |